# Videoperformance
Per videoperformance si deve intendere la documentazione in video di un'azione che un artista compie senza pubblico davanti alla telecamera, e che viene dal medesimo dichiarato come opera.

## Storia
Le videodocumentazioni di performance art risalgono alla metà degli anni sessanta in coincidenza con la messa sul mercato di una telecamera portatile Sony: la Portapak, introdotta immediatamente nell'ambiente artistico newyorkese, nel Greenwich Village, dove già da diversi anni il movimento Fluxus riscuoteva curiosità e successo. Quasi tutti gli artisti più importanti di Fluxus si cimentarono con azioni comunicative live, performance e intrattenimenti anche lunghi e complessi cui invitavano ad assistere anche il pubblico, che spesso veniva coinvolto e guidato per intraprendere un'azione collettiva. Questi accadimenti furono nominati happenings per la prima volta da Allan Kaprow nel 1959, che ne fu uno dei protagonisti. L'intento fu quello di smaterializzare la produzione dell'arte e identificare sempre più l'arte con la vita. Quindi non più oggetti da contemplare, bensì esperienze condivise da fare. Questo approccio fu influenzato anche da movimenti collaterali e coevi più politicizzati come il situazionismo, che con esso diede forma, nello sviluppo delle arti, a molte suggestioni successive che durano tuttora.

Con la diffusione di massa dell'elettronica a basso costo e il proliferare del video come forma di comunicazione, a partire dagli anni settanta gli artisti cominciarono a compiere azioni comunicative senza la presenza e la partecipazione viva del pubblico. Il pubblico sarebbe stato raggiunto successivamente con la televisione via cavo (negli Stati Uniti e in Canada) o con la distribuzione o la vendita in Europa. Nascono così i videotapes d'artista che si producono tuttora e che possiamo vedere negli spazi dedicati all'arte contemporanea, nei musei, nei centri di documentazione, nelle gallerie.